# Graziano Mesina
Graziano Mesina   (Orgòsolo, 4 d'abril de 1942 - 12 d'abril de 2025), també conegut popularment com a Gratzianeddu en sard, va ser un activista sard pertanyent a l'anònima sarda. Va ser anomenat el «rei dels segrestadors» pel The New York Times l'any 1992. S'han fet llibres, se li han dedicat cançons i s'ha rodat una pel·lícula sobre ell.

## Biografia
El pare de Mesina era pastor a la regió de Barbàgia a Sardenya. L'any 1956 Mesina va ser arrestat per primera vegada als 14 anys per haver robat un fusell. Quatre anys després, va tornar a ser detingut per haver disparat en un lloc públic. Va ser alliberat aquell mateix any però aviat va ser arrestat i enviat de nou a la presó per intent d'homicidi. Va escapar d'un tren de la presó el 1962 però va ser capturat de nou. Aquell mateix any va tornar a escapar, aquesta vegada de l'hospital de la presó. Més endavant, va disparar a un home que creia que havia matat el seu germà, i va ser condemnat a la presó durant 24 anys.
Mesina va escapar de la presó el 1966 amb Miguel Atienza enfilant-se per sobre d'una apret de 7,3 m (24 ft) i va iniciar una onada de segrestos. Va ser arrestat el 26 de març de 1968. Aquell mateix any, The New York Times el va descriure com «el bandoler més buscat d'Itàlia». La pel·lícula de 1969 Barbagia (La società del malessere) es basa en la seva vida. El 1970 va anar veure jugar a futbol el Cagliari Calcio vestit de dona. L'agost de 1976 va escapar de la presó de Lecce amb un grup de la màfia. El 16 de març de 1977 va ser novament capturat. Va tornar a escapar el 12 d'abril de 1985 quan va obtenir un permís de 12 hores per a visitar el seu germà a Crescentino. Es va refugiar a l'apartament de Valeria Fusè a Vigevano, però el 18 d'abril els carabinieri els van detenir a tots dos. Traslladat a la presó de màxima seguretat de Novara, Mesina va ser condemnat a sis mesos més de presó, mentre que Fusè va ser absolta. El 18 d'octubre de 1992 va rebre la llibertat condicional i es va instal·lar a Asti. Després que la policia trobés armes a casa seva va ser condemnat a presó perpètua.
El juliol de 2003 Mesina va demanar l'indult al president de la República Italiana, i el 25 de novembre de 2004 li va ser concedit per l'aleshores president Carlo Azeglio Ciampi. Mesina va tornar a Sardenya i va obrir una empresa dedicada al turisme. El 10 de juny de 2013, Mesina va ser detingut per tràfic de drogues. The Daily Telegraph va informar que «no va oferir cap resistència». El 12 de desembre de 2016 va ser condemnat a 30 anys de presó, i també es va ordenar la revocació del seu indult. Tanmateix, va ser alliberat el 7 de juny de 2019 i el 2 de juliol de 2020 va ser condemnat a 30 anys de presó, però no se'l va poder localitzar. El febrer de 2021, Mesina va ser afegit a la llista dels fugitius més buscats d'Itàlia. Finalment, Mesina va ser arrestat el 18 de desembre de 2021 a Desulo i traslladat a la presó d'alta seguretat de Badu 'e Carros a Nùgoro.